# اتحاد سانتا كولوما الرياضي
اتحاد سانتا كولوما الرياضي (بالكتالانية: Unió Esportiva Santa Coloma) هو نادي كرة قدم أندوري تأسس سنة 1986، ويلعب حالياً في الدوري الأندوري الممتاز.

## الألقاب
- الدوري الممتاز:

الوصيف (2): 2009–10, 2013–14
- الكأس:

البطل (3): 2013, 2016, 2017
الوصيف (2): 2010, 2011
- كأس السوبر:

البطل (1): 2016
الوصيف (1): 2013
- دوري الدرجة الثانية:

البطل (1): 2007–08